# Swerford Castle
Swerford Castle är ett slott i Storbritannien.   Det ligger i grevskapet Oxfordshire och riksdelen England, i den södra delen av landet, 100 km nordväst om huvudstaden London. Swerford Castle ligger 152 meter över havet.
Terrängen runt Swerford Castle är platt. Runt Swerford Castle är det ganska tätbefolkat, med 139 invånare per kvadratkilometer. Närmaste större samhälle är Banbury, 12,5 km nordost om Swerford Castle. Trakten runt Swerford Castle består till största delen av jordbruksmark.